# Jakup Mato
Jakup Halil Mato (Fterrë, gemeente Lukovë, 16 september 1934 - Tirana, 30 augustus 2005) was een Albanees literatuurrecensent en lid van de Academie van Wetenschappen van Albanië.

## Biografie
Na een opleiding aan het gymnasium in Gjirokastër werd Mato onderwijzer en schooldirecteur in het Oost-Albanese dorp Kuç, niet ver van Vlorë. In 1959 voltooide hij een studie aan de Universiteit van Tirana. In de jaren 70 was hij medewerker van het Albanese Ministerie van Cultuur en Onderwijs. Mato was daarnaast hoofdredacteur van het tijdschrift „Mësuesi“ ("de onderwijzer"). Daarna werd hij directeur van het Hoge Instituut van Kunsten in Tirana (Instituti i Lartë i Arteve, nu de Albanese Academie voor Schone Kunsten). Twee keer was hij directeur van het onderzoekscentrum voor de kunsten Qendra per Studimin e Arteve aan de Albanese Academie van Wetenschappen. Daarnaast was hij jarenlang lector aan de Universiteit van Tirana en aan de Academie van Schone Kunsten. Hij was ook lid van het comité dat de encyclopedie van de Albanese kunsten samenstelde.

## Werken
- Risi të letersisë shqipe (Nieuws in de Albanese literatuur), „Naim Frashëri“, 1983

- Paradokset e satirës dhe të humorit, (Paradoxen van humor en satire), Toena, 2000

- Imazhe, kode, kumte, (Beeld, code, bericht). Uitgave van de Albanese Academie van Wetenschappen, 2001

- Rrjedhave të artit paraprofesionist, (Over de stromingen in de van paraprofessionele kunst). Uitgave van de Albanese Academie van Wetenschappen, 2004

- Poetika e dramaturgjisë dhe mendimi estetik, (Poëzie, dramaturgie en esthetische ideeën). Uitgave van de Albanese Academie van Wetenschappen, 2005